# كين ريتشاردسون (عالم نفس)
كين ريتشاردسون (بالإنجليزية: Ken Richardson)‏ هو عالم نفس بريطاني، ولد في 21 يوليو 1942.